# Цензорий Дациан
Цензорий Дациан (лат. Censorius Datianus) — государственный деятель Римской империи середины IV века, консул 358 года.

## Биография
Дациан был сыном работника общественных бань, но сумел стать константинопольским сенатором. Он выучился грамоте и начал службу нотарием. После службы при императоре Константине I, Дациан стал одним из главных советников его сына Констанция II. Находясь в ранге комита, в 345 году он написал письмо, приглашая православного епископа Афанасия Александрийского, который был изгнан арианами, вернуться обратно. В 358 году Дациан был назначен консулом вместе с Нерацием Цереалом, а позже стал патрикием. Утратил влияние в правление императора Юлиана.
В 363 году Дациан был уже старым и жил в Антиохии. После смерти преемника Юлиана Иовиана поддержал нового избранного императора Валентиниана I. В том же месяце в Антиохии был пожар и городской совет обвинил Дациана в том, что он ничего не предпринял, чтобы остановить его. Население Антиохии отправило письмо с просьбой о прощении и благодаря заступничеству Либания Дациан был прощен. Дальнейшая его судьба неизвестна.
Он был христианином, имел собственность в Антиохии Сирийской, где построил общественные бани, сады и виллы. Дациан переписывался с оратором Либанием, от которого он получил 20 писем между 355 и 365 годом.